# La Concha
La Concha (Spaans: (Bahía de) La Concha, Baskisch: Kontxako badia, vertaald: "(baai van) de schelp") is een kleine baai in Spanje, aan de kust van de Cantabrische Zee, het zuidelijke gedeelte van de Golf van Biskaje, waaraan de stad San Sebastian gelegen is. Zoals de naam al aangeeft, heeft de baai de vorm van een schelp. 
Aan de westkant van de baai staat de iconische beeldengroep Peine del viento van de beeldhouwer Eduardo Chillida, afkomstig uit de stad zelf. Aan de oostkant liggen de oude binnenstad en het centrum, met als blikvanger het stadhuis van San Sebastian dat oorspronkelijk als casino was gebouwd. 

## Geologie
Vandaag de dag ligt de ingang van La Concha tussen de heuvels Igueldo (westzijde) en Urgull (oostzijde), met aan de landzijde een strand van bijna 2 kilometer, waarvan 1.350 meter het Playa de La Concha is, en de overige 600 meter het Playa de Ondarreta. De twee stranden worden gescheiden door een rotspartij die Miramar genoemd wordt. In de uitgang van de baai richting de zee bevindt zich het eiland Santa Clara, dat zo'n 1.000 meter van het Playa de La Concha ligt.
Uit geologische studies blijkt dat de oorspronkelijke baai tussen de heuvels Igueldo en Ulía lag; deze laatste heuvel ligt ten oosten van de heuvel Urgull en de riviermonding van de Urumea, waardoor aan de landkant van de baai oorspronkelijk zo'n 3 kilometer strand lag. Door het dichtslibben van de ruimte tussen het vasteland en de heuvel Urgull met rivierslib uit de Urumea, ontstond de huidige geografie van het gebied. De ronde schelpvorm werd ten slotte bestendigd door de aanleg van de huidige boulevard.